# Futsal nos Jogos Olímpicos de Verão da Juventude de 2018
As competições de futsal nos Jogos Olímpicos de Verão da Juventude de 2018 ocorreram entre 7 e 18 de outubro em um total de dois eventos. As competições aconteceram no Estádio Principal de Futsal, no Parque Tecnópolis, e no CeNARD, localizada no Parque Verde, em Buenos Aires, Argentina.
Para essa edição dos Jogos Olímpicos da Juventude optou-se pela inclusão do futsal ao invés do futebol de campo, disputado nas duas edições iniciais. Dez equipes de cada gênero participaram dos torneios masculino e feminino, totalizando 200 jogadores.

## Calendário
| Outubro | 6 | 7 | 8 | 9 | 10 | 11 | 12 | 13 | 14 | 15 | 16 | 17 | 18 |
| ------- | - | - | - | - | -- | -- | -- | -- | -- | -- | -- | -- | -- |
| Futsal  |   |   |   |   |    |    |    |    |    |    |    | 1  | 1  |

|  | Dia de competição |  | Dia de final |

## Qualificação
Cada Comitê Olímpico Nacional poderia classificar no máximo uma equipe por gênero em um dos seguintes esportes coletivos: futsal, handebol de praia, hóquei sobre a grama e rugby sevens), com exceção do país sede que poderia inscrever uma equipe em cada um desses esportes. No futsal cada equipe deve contar com 10 atletas em sua composição.
Os melhores CONs classificados em cada um dos seis torneios de qualificação continentais obtiveram vagas para os Jogos, sendo duas vagas por gênero para a AFC, UEFA, CONCACAF, CONMEBOL e uma vaga por gênero para a CAF e OFC. Caso alguma confederação não realizasse algum torneio qualificatório até 31 de dezembro de 2017, a vaga iria para o melhor país classificado na Copa do Mundo de Futsal de 2016, no masculino, e para o melhor país classificado em algum torneio adulto da confederação no feminino. Se ainda assim alguma vaga ficasse em aberto o ranking da FIFA de 15 maio de 2018 seria usado para determinar quem ocuparia a vaga.
Estavam elegíveis a participar dos Jogos Olímpicos da Juventude os atletas nascidos entre 1 de janeiro de 2000 e 31 de dezembro de 2003.
Masculino
Como país sede, a Argentina optou por competir no torneio masculino. As nove vagas remanescentes foram atribuídas da seguinte maneira:
| Evento                                    | Datas                               | Local                                     | Total de vagas | Classificado               |
| ----------------------------------------- | ----------------------------------- | ----------------------------------------- | -------------- | -------------------------- |
| País sede                                 | –                                   | –                                         | 1              | ARG Argentina              |
| Copa do Mundo de Futsal (CONCACAF)        | 10 de setembro–1 de outubro de 2016 | Colômbia                                  | 2              | CRC Costa Rica PAN Panamá  |
| Campeonato Asiático de Futsal Sub-20      | 16–26 de maio de 2017               | Tailândia                                 | 2              | IRI Irã IRQ Iraque         |
| Torneio da Oceania de Futsal Juvenil      | 4–7 de outubro de 2017              | Nova Zelândia                             | 1              | SOL Ilhas Salomão          |
| Torneio de qualificação europeu           | 1–4 de novembro de 2017             | Croácia · Eslováquia · Eslovênia · Sérvia | 2              | RUS Rússia SVK EslováquiaA |
| Campeonato Sul-Americano de Futsal Sub-18 | 22–29 de março de 2018              | Paraguai                                  | 1              | BRA Brasil                 |
| Torneio de qualificação africano          | 12 de janeiro–29 de abril de 2018   | Vários                                    | 1              | EGY Egito                  |
| Total                                     |                                     |                                           | 10             |                            |

↑A  Originalmente a vaga foi obtida pela Itália, mas o CON optou por competir no handebol de praia.
Feminino
Como a Argentina optou por competir no torneio masculino, as dez vagas totais foram atribuídas da seguinte forma:
| Evento                                 | Datas                     | Local              | Total de vagas | Classificado                                     |
| -------------------------------------- | ------------------------- | ------------------ | -------------- | ------------------------------------------------ |
| Torneio da Oceania de Futsal Juvenil   | 4–7 de outubro de 2017    | Nova Zelândia      | 1              | TGA TongaB                                       |
| Torneio de qualificação europeu        | 1–4 de novembro de 2017   | Espanha · Portugal | 2              | POR Portugal ESP Espanha                         |
| Copa América Feminina de Futsal        | 22–29 de novembro de 2017 | Uruguai            | 2              | BOL BolíviaC CHI ChileC                          |
| Ranking Mundial Feminino (CAF)         | 23 de março de 2018       | –                  | 1              | CMR CamarõesD                                    |
| Ranking Mundial Feminino (CONCACAF)    | 23 de março de 2018       | –                  | 2              | TTO Trinidad e TobagoE DOM República DominicanaE |
| Campeonato Asiático de Futsal Feminino | 2–12 de maio de 2018      | Tailândia          | 2              | JPN Japão THA TailândiaF                         |
| Total                                  |                           |                    | 10             |                                                  |

↑B  Originalmente a vaga foi obtida pela Nova Zelândia, mas o CON optou por competir no rugby sevens.
↑C  Brasil e Colômbia originalmente obtiveram as vagas, mas o Brasil optou por competir apenas no torneio masculino e a Colômbia desistiu.
↑D  Originalmente a vaga foi obtida pela Nigéria, mas o CON desistiu.
↑E  Canadá e Estados Unidos originalmente obtiveram as vagas, mas o Canadá optou por competir no rugby sevens e os Estados Unidos desistiram.
↑F  Originalmente a vaga foi obtida pelo Irã, mas o CON optou por competir apenas no torneio masculino.

## Medalhistas
| Evento             | Ouro | Prata | Bronze |
| ------------------ | --- | --- | --- |
| Masculino detalhes | Françoar Rodrigues Mateus Silva Yuri Gavião Breno Rosa Caio Valle João Victor Sena Matheus Batista Vitor Henrique da Silva Guilherme Sanches Wesley de França BRA Brasil | Kirill Iarullin Denis Subbotin Ilia Fedorov Danil Karpiuk Pavel Karpov Pavel Sysoliatin Igor Cherniavskii Maxim Okulov Danil Samusenko Kamil Gereikhanov RUS Rússia | Abdelrahman Algarwany Ragab Ramadan Mohamed Ahmed Karam Yassin Moamen Hemdan Morsy Mohamed Ahmed Salman Mohamed Talaat Mohamed Belal Elsayed Hassan Mohamed Ahmed Ali Moustafa Abdelmagid Kotb Youssif Mohsen Hassan EGY Egito |
| Feminino detalhes  | Marta Costa Jéssica Martins Beatriz Silva Helena Nunes Carolina Rocha Marta Teixeira Carina Luís Beatriz Sanheiro Ana Sofia Gonçalves Telma Pereira POR Portugal         | Yuria Suto Mitsuki Kobayashi Rinka Yokoyama Miu Maeda Sara Oino Ichika Arai Mai Miyamoto Mirano Abe Rikako Yamakawa Aki Ikeuchi JPN Japão                           | Anna Muniesa Silvia García Teresa Montesinos Carolina Agulla Yarima Miranda Elia Gulli Noelia de las Heras Antonia Martínez Marta López Antía Pérez ESP Espanha                                                                |

## Quadro de medalhas
| Ordem | País         | Medalha de ouro | Medalha de prata | Medalha de bronze |   |
| ----- | ------------ | --------------- | ---------------- | ----------------- | - |
| 1     | BRA Brasil   | 1               |                  |                   | 1 |
|       | POR Portugal | 1               |                  |                   | 1 |
| 3     | JPN Japão    |                 | 1                |                   | 1 |
|       | RUS Rússia   |                 | 1                |                   | 1 |
| 5     | EGY Egito    |                 |                  | 1                 | 1 |
|       | ESP Espanha  |                 |                  | 1                 | 1 |
| TOTAL | TOTAL        | 2               | 2                | 2                 | 6 |